# Baqofa
Baqopa (syrisch ܒܝܬ ܩܘܦܐ) oder Baqofa (arabisch باقوفا, DMG Bāqūfā) ist eine christlich-assyrische Ortschaft im Irak. Sie befindet sich etwa 30 Kilometer nördlich des Zentrums von Mossul, zwölf Kilometer nördlich von Tel Keppe, fünf Kilometer nördlich von Batnaya und zwei Kilometer südöstlich von Tesqopa in der Ninive-Ebene der gleichnamigen Provinz Ninawa.

## Ortsname
Der Name des Ortes kommt aus dem Syrischen Beth Qopa, was „Haus der Ruten“ bedeutet, oder Beth Qofa, was mit „Haus des Schädels“ übersetzt werden kann."

## Bevölkerung
Anfang des 21. Jahrhunderts war Baqopa ein modernes Dorf, das überwiegend von der Landwirtschaft lebte. Es hatte etwa 80 Häuser, die aus Ziegeln oder Steinen gemauert oder aus Beton errichtet waren. Alle rund 1000 Einwohner waren als Christen Mitglieder der Chaldäisch-katholischen Kirche und sprachen großenteils Aramäisch. 2014, unmittelbar bevor der Daesch Baqofa einnahm, lebten hier etwa 600 Menschen.
Laut 2020 erschienener Studie von Kirche in Not identifizierten sich im Jahre 2019 sämtliche befragten Christen aus Baqopa als Chaldäer. 92 % gaben als erste Sprache Surith („Syrisch“, Ost-Aramäisch) an, der Rest Arabisch. Die Chaldäer werden – wenn auch nicht unbedingt als Selbstbezeichnung – auch Assyrer des chaldäischen Ritus genannt.

## Geschichte
Baqofa wurde erstmals in der ersten Hälfte des 7. Jahrhunderts im „Leben des Persers Rabban Hormizd“ erwähnt, als der Ort zum Bau des Klosters von Rabban Hormizd beitrug.
Die Ortschaft erlebte verheerende Angriffe von Mongolen in den Jahren 1436 und 1508, einen Angriff des persischen Herrschers Nader Schah 1743 sowie einen Angriff auf Befehl des kurdischen Gouverneurs von Rawandz 1833. Im 18. Jahrhundert traten die bis dahin zur Assyrischen Kirche des Ostens gehörenden Bewohner zur Chaldäisch-katholischen Kirche über.
Baqofa wurde im August 2014 von der islamistischen Terrormiliz Daesch (IS) eingenommen. Fast alle Einwohner flohen, die meisten in die christliche Stadt Ankawa im Norden der kurdischen Metropole Erbil. Nur wenige alte Personen blieben zurück und versteckten sich in ihren Häusern. Nach zwei Wochen nahmen kurdische Peschmerga Baqofa wieder ein. Die Front war nur 3 km entfernt, und niemand kehrte in seine Wohnung zurück. Am 3. Mai 2016 stürmte Daesch den Ort erneut, wurde aber noch am selben Tag erneut zurückgeworfen. Diese Kämpfe führten jedoch zu einer weiteren Zerstörung der Infrastruktur, darunter auch der Wasserleitungen. Nach der Vertreibung des Daesch aus der Region kehrten einige Familien nach Baqofa zurück. Im Juni 2017 lebten hier wieder 30 Familien. Am 24. Oktober 2017, nach dem Sieg über den Daesch in der Schlacht um Mossul, kam es zu Gefechten zwischen Peschmergas und irakischen Regierungstruppen, weshalb die zurückgekehrten Bewohner erneut fliehen mussten.
In Baqofa und Tesqopa unterstützen drei katholische Organisationen Österreichs – Arbeitsgemeinschaft Katholischer Verbände, Christian Solidarity International und Initiative Christlicher Orient – Projekte zum Wiederaufbau. Hierzu gehören die Rekonstruktion der Wasser- und Stromversorgung sowie von Wohnhäusern, aber auch ein Gemeindezentrum der Chaldäisch-katholischen Kirche und eine Lebensmittelfabrik. Die österreichische Kardinal-König-Stiftung plant für Baqofa den Neubau einer chaldäischen Kirche, da die Ruine der im Krieg zerstörten alten Kirche abgetragen werden muss. Bis Februar 2019 waren nach Angaben des chaldäischen Pfarrers Bodagh von vor dem Krieg 75 Familien, was 350 Personen entspricht, 41 Familien zurückgekehrt. Nach einer 2020 erschienenen Studie von Kirche in Not waren 55 % der vor der Daesch-Herrschaft 455 chaldäischen Katholiken bis August 2019 nach Batnaya zurückgekehrt.

## Wirtschaft
Sämtliche Bewohner Baqofas leben vom Ackerbau.

## Sehenswürdigkeiten
In Baqopa steht die Kirche St. Georg (Mar Gorgis, كنيسة مار كوركيس), deren Baujahr unbekannt ist.